# Oliver Ernest Goonetilleke
Oliver Ernest Goonetilleke, né le 20 octobre 1892 et mort le 17 décembre 1978, était une figure importante de l'indépendance du Sri Lanka. Il a été le 3e gouverneur général de Ceylan, et le premier Ceylanais à occuper ce poste.

## Récompenses et distinctions
- Compagnon de l'ordre de Saint-Michel et Saint-Georges (CMG), 1940
- Chevalier commandeur de l'ordre de Saint-Michel et Saint-Georges (KCMG), 1948
- Chevalier grand-croix de l'ordre de Saint-Michel et Saint-Georges (GCMG), 1954
- Chevalier commandeur de ordre royal de Victoria (KCVO), 1951
- Chevalier commandeur de ordre de l'Empire britannique (KBE), 1944
- Chevalier du très vénérable ordre de Saint-Jean